# Wackernheim
Wackernheim – dzielnica miasta Ingelheim am Rhein w Niemczech, w kraju związkowym Nadrenia-Palatynat, w powiecie Mainz-Bingen. Do 30 czerwca 2019 samodzielna gmina wchodząca w skład gminy związkowej Heidesheim am Rhein.